# Jewgeni Alexandrowitsch Korotkow
Jewgeni Alexandrowitsch Korotkow (russisch Евгений Александрович Коротков; * 10. Dezember 1987 in Moskau, Russische SFSR) ist ein russischer Eishockeyspieler, der zuletzt bei Salawat Julajew Ufa in der Kontinentalen Hockey-Liga unter Vertrag stand.

## Karriere
Jewgeni Korotkow begann seine Karriere als Eishockeyspieler in seiner Heimatstadt in der Nachwuchsabteilung von Krylja Sowetow Moskau, für dessen zweite Mannschaft er in der Saison 2004/05 in der drittklassigen Perwaja Liga aktiv war. In der folgenden Spielzeit gab der Angreifer sein Debüt im professionellen Eishockey für den HK Brest aus der belarussischen Extraliga. Parallel spielte er dabei für Brests zweite Mannschaft in der zweiten belarussischen Eishockeyliga.

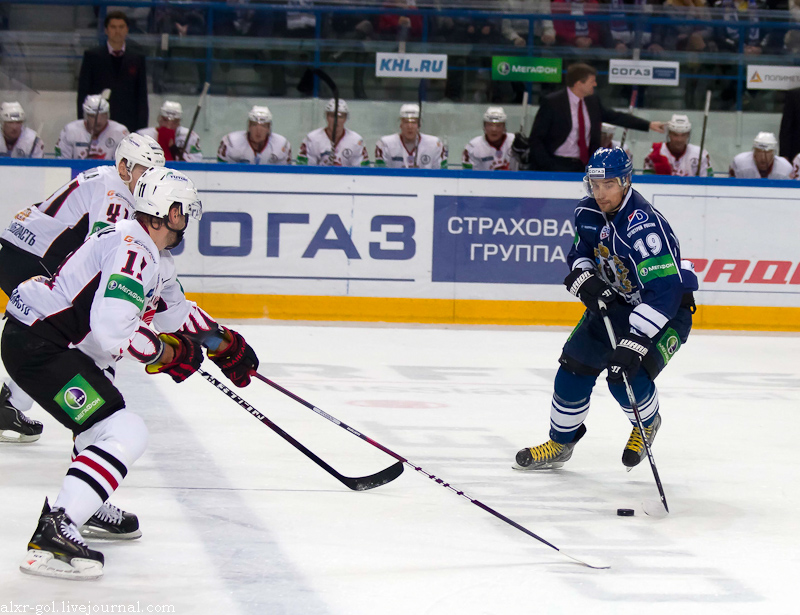
Korotkow (im Trikot von Amur, rechts) und Dmitri Rjabykin (li.), Martin Škoula (li., verdeckt)

Von 2006 bis 2009 stand Korotkow erneut bei Krylja Sowetow Moskau unter Vertrag, mit dem er in der Saison 2006/07 aus der Superliga in die Wysschaja Liga, die zweite russische Spielklasse, abstieg. Zur Saison 2009/10 wechselte der Linksschütze schließlich zu dessen Stadtnachbarn HK ZSKA Moskau aus der Kontinentalen Hockey-Liga, für den er in seinem Premierenjahr in 35 Spielen zwei Torvorlagen gab. Im folgenden Jahr kam eine weitere Vorlage in 33 Partien hinzu, ehe er im Juli 2011 vom Ligakonkurrenten HC Lev Poprad auf Probe verpflichtet wurde. Im August wurde er wieder entlassen und schloss sich einen Monat später Amur Chabarowsk an, für das er in den folgenden drei Spieljahren über 100 KHL-Partien absolvierte.
Im Mai 2014 kehrte Korotkow zum HK ZSKA Moskau zurück und stand dort bis zum September 2016 unter Vertrag, ehe er im Tausch gegen den Nachwuchsspieler Gleb Letow an Neftechimik Nischnekamsk angegeben wurde. Bei Neftechimik absolvierte er acht weitere KHL-Spiele, bevor er im Rahmen eins weiteren Tauschgeschäftes an Salawat Julajew Ufa abgegeben wurde. Im Gegenzug wechselte Artjom Tschernow zu Neftechimik. Im April 2018 lief sein Vertrag bei Salawat Julajew Ufa aus und Korotkow war in der Folge vereinslos.

## Statistik
(Stand: Ende der Saison 2013/14)